# Jungiella
Jungiella är ett släkte av tvåvingar som beskrevs av Vaillant 1972. Jungiella ingår i familjen fjärilsmyggor.

## Dottertaxa tillJungiella, i alfabetisk ordning[1][2]
- Jungiella abchazica
- Jungiella acuminata
- Jungiella aquatica
- Jungiella bohemica
- Jungiella botosaneanui
- Jungiella calcicola
- Jungiella consors
- Jungiella corsicana
- Jungiella danica
- Jungiella domusdemariae
- Jungiella furcillata
- Jungiella geniculata
- Jungiella hassiaca
- Jungiella hoberlandti
- Jungiella hygrophila
- Jungiella interna
- Jungiella inundationum
- Jungiella jadarica
- Jungiella laetabilis
- Jungiella laminata
- Jungiella lasvae
- Jungiella longicornis
- Jungiella malickyi
- Jungiella monikae
- Jungiella occidentalis
- Jungiella parva
- Jungiella parvula
- Jungiella prikryli
- Jungiella procera
- Jungiella pseudointerna
- Jungiella pseudolongicornis
- Jungiella revelica
- Jungiella ripicola
- Jungiella rozkosnyi
- Jungiella santosabreui
- Jungiella septentrionalis
- Jungiella slovenica
- Jungiella soleata
- Jungiella stranzica
- Jungiella sybaritana
- Jungiella troianoi
- Jungiella valachia